# Toxopoda papuensis
Toxopoda papuensis är en tvåvingeart som beskrevs av Iwasa 2001. Toxopoda papuensis ingår i släktet Toxopoda och familjen svängflugor. Inga underarter finns listade i Catalogue of Life.